# V400 Большой Медведицы
V400 Большой Медведицы (лат. V400 Ursae Majoris) — двойная затменная переменная звезда типа W Большой Медведицы (EW) в созвездии Большой Медведицы на расстоянии приблизительно 4882 световых лет (около 1497 парсеков) от Солнца. Видимая звёздная величина звезды — от +15,31m до +15,12m. Орбитальный период — около 0,3072 суток (7,3723 часов).